# 수복

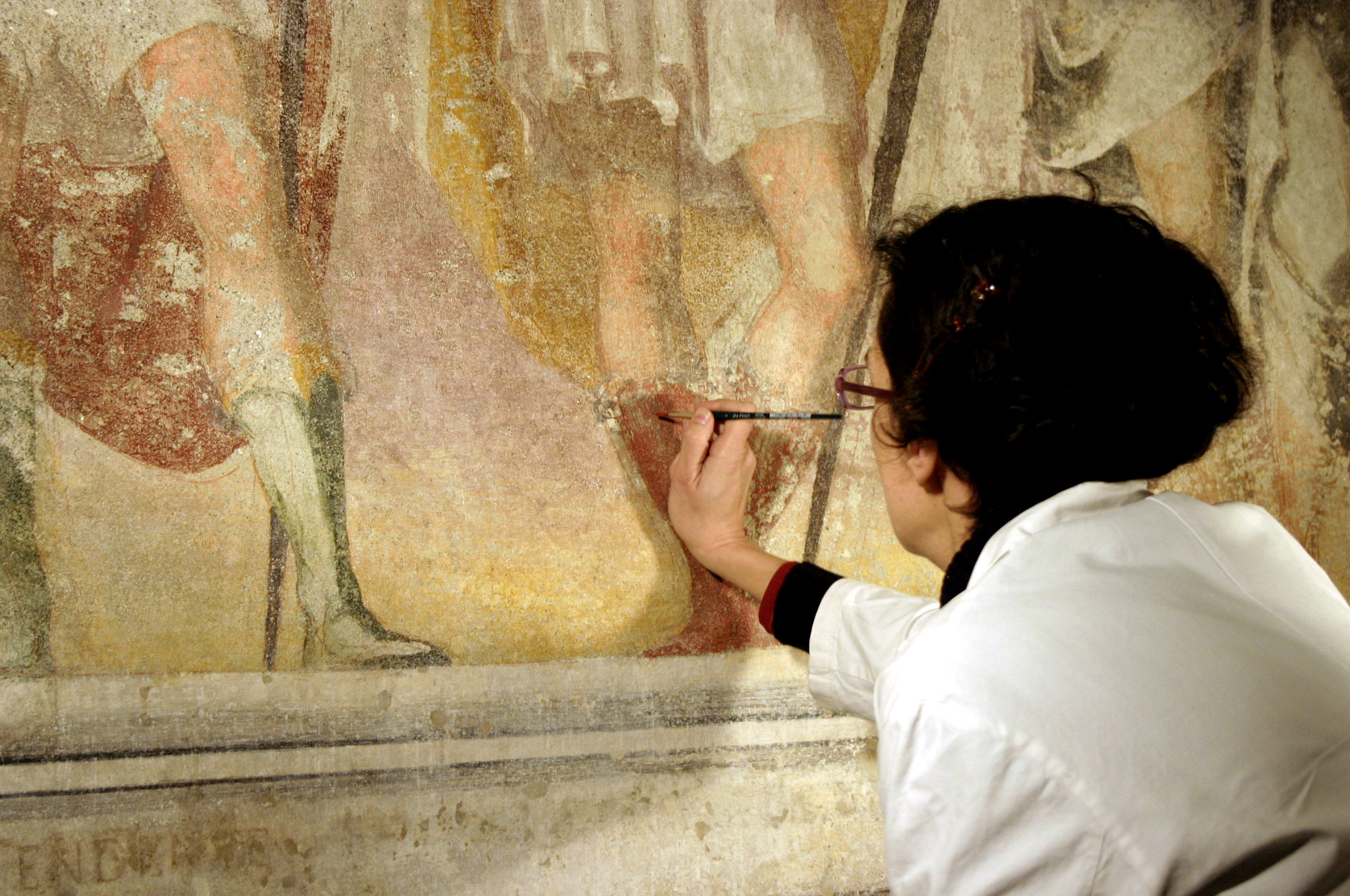

수복(修復)은 미술품 등 문화유산의 오염을 제거하는 것을 뜻한다. 대한민국에서는 보존과학(保存科學)이라고도 불리며, 문화재의 보존을 위한 학문을 뜻한다.